# Ixora laxiflora
Ixora laxiflora là một loài thực vật có hoa trong họ Thiến thảo. Loài này được Sm. mô tả khoa học đầu tiên năm 1811.